# Australytta maraisi
Australytta maraisi is een keversoort uit de familie van oliekevers (Meloidae). De wetenschappelijke naam van de soort is voor het eerst geldig gepubliceerd in 2003 door Bologna.